# Edgar Larner
Edgar Thomas Larner (* 1869; † 1930) war ein britischer Radio- und Fernsehingenieur und -pionier. Er wurde in der Stadt Norwich, Norfolk, England geboren. Beruflich arbeitete er als Ingenieur und Wissenschaftler für das GPO (General Post Office) im Bereich Ingenieurwesen-Telefon. Damals war das GPO Teil des British Civil Service, deswegen war er ein Civil Service-Bediensteter. Er war ein Fernseh- und Radio-Experimenteur und -Pionier. Außerdem lehrte er am Hackney Institute in London. Zwei seiner Freunde waren John Logie Baird und Philo Farnsworth. Er starb 1930 im Alter von 61 Jahren in Hackney, London.

## Werke
- Radio and High Frequency Currents.  London, 1923.  Series (Lockwood’s Technical Manuals)
- Alternating Currents ... einschließlich “The Principles of Alternating Currents,” etc.  London, 1908, 1915, 1923, 1929 (Lockwood’s Technical Manuals)
- Crystal Sets, etc.  A. Rogers & Co.: London, 1924
- Radio and High Frequency Currents ... zweite, erweiterte Auflage,  V. C. Lockwood & Son: London, 1925
- Valve Sets: construction and maintenance,  Rogers & Co.: London, 1925
- Practical Television, etc. (With plates) & foreword by close friend John Logie Baird  Ernest Benn: London, 1928
- Practical Television, etc. 2nd edition (With plates) & foreword by close friend John Logie Baird, Ernest Benn: London Van Nostrand New York, 1928
- Present-Day Valve Sets. Construction and maintenance.  Rogers & Co.: London, 1930